# Tricorythodes diasae
Tricorythodes diasae is een haft uit de familie Leptohyphidae. De wetenschappelijke naam van de soort is voor het eerst geldig gepubliceerd in 2010 door Gonçalves, Da-Silva & Nessimian.
De soort komt voor in het Neotropisch gebied.